# Побугская поселковая община
Побугская поселковая община (укр. Побузька селищна громада) — территориальная община в Голованевском районе Кировоградской области Украины.
Административный центр — посёлок Побугское.
Население составляет 9110 человек. Площадь — 195,5 км².
В соответствии с распоряжением Кабинета Министров Украины от 12 июня 2020 года, в состав общины вошла территория Побугского поселкового совета, а также Липовеньковского, Люшневатского, Капитанского и Пушковского сельских советов Голованевского района и Сухоташлыцкого сельсовета упразднённого Ольшанского района

## Населённые пункты
В состав общины входит 1 посёлок и 8 сёл:
- Посёлок Побугское
- Капитанский старостинский округ:
  - Капитанка
  - Люшневатое
- Липовеньковский старостинский округ:
  - Грузянка
  - Липняги
  - Липовенькое
  - Одая
  - Пушково
- Сухоташлыцкий старостинский округ:
  - Сухой Ташлык